# Теракт у австралийского посольства в Джакарте (2004)
Теракт у австралийского посольства в Джакарте (2004) — произошёл 9 сентября 2004 в Джакарте, Индонезия.
Однотонная бомба, которая была упакована в маленький развозной автофургон Daihatsu, взорвалась около австралийского посольства в районе Кунинган в Южной Джакарте, приблизительно в 10:30 по местному времени (03:30 UTC), убив 9 человек, включая террориста, и ранив более 150. Также пострадало и греческое посольство, три дипломата были ранены. Также взрывом повреждено соседнее китайское посольство, офисные здания, окружающие посольства, в радиусе 500 метрах от центра взрыва, были выбиты стекла и повреждены здания.
Местные органы здравоохранения в Джакарте сообщили о 9 смертельных случаях. Среди убитых были четверо индонезийских полицейских. Остальные были гражданскими лицами, включая садовника посольства, двоих рабочих посольства и случайного прохожего.